# Pteropus personatus
Pteropus personatus är en däggdjursart som beskrevs av Coenraad Jacob Temminck 1825. Pteropus personatus ingår i släktet Pteropus och familjen flyghundar. IUCN kategoriserar arten globalt som livskraftig. Inga underarter finns listade.
Denna flyghund förekommer på norra Moluckerna. Individer hittades ofta i trädgårdar men arten finns troligen även i andra habitat.